# Реденфорс, Якоб
Якоб Реденфорс (швед. Jacob Redenfors; род. 30 апреля 2004) — шведский футболист, полузащитник «Варберга».

## Клубная карьера
Футболом начал заниматься в «Треслёвлеге», откуда в 15-летнем возрасте перебрался в академию «Варберга». 29 июня 2022 года подписал первый профессиональный контракт с клубом, рассчитанный на три с половиной года. 25 июля в игре против «Хаммарбю» дебютировал в чемпионате Швеции, заменив в середине второго тайма Оскара Сверриссон.

## Клубная статистика
| Выступление      | Выступление      | Выступление      | Лига | Лига | Кубки | Кубки | Конт. кубки | Конт. кубки | Итого | Итого |
| Клуб             | Лига             | Сезон            | Игры | Голы | Игры  | Голы  | Игры        | Голы        | Игры  | Голы  |
| ---------------- | ---------------- | ---------------- | ---- | ---- | ----- | ----- | ----------- | ----------- | ----- | ----- |
| Варберг          | Алльсвенскан     | 2022             | 1    | 0    | 0     | 0     | 0           | 0           | 1     | 0     |
| Варберг          | Итого            | Итого            | 1    | 0    | 0     | 0     | 0           | 0           | 1     | 0     |
| Всего за карьеру | Всего за карьеру | Всего за карьеру | 1    | 0    | 0     | 0     | 0           | 0           | 1     | 0     |